# Esskeetit
«Esskeetit» (також часто стилізовано як ESSKEETIT) — пісня американського репера Lil Pump'а. Другий сингл з майбутнього альбому під назвою Harverd Dropout. 13 квітня 2018 року світ побачив однойменний відеокліп. Пісню спродюсовано самим виконавцем за участі CBMIX. Трек дебютував на 24 сходинці чарту Billboard Hot 100.

## Історія створення
6 лютого 2018 року Ліл Памп вперше розмістив невеличкий фрагмент пісні на своїй сторінці у Твітері. Згодом виконавець ознайомлював своїх слухачів також з іншими фрагментами пісні та однойменним музичним відеокліпом на тій же сторінці у Твітері та в Інстаграмі. Офіційний вихід трека мав відбутися 8 квітня 2018 року, але через проблеми з авторським правом, публікацію довелося відкласти на 13 квітня 2018 року. Текст пісні містить багато посилань на такі марки медичних препаратів та люксові бренди як: MDMA (або просто екстезі), Actavis, Porsche, Patek Phillipe тощо.

## Відеокліп
Режисерами однойменного відеокліпа стали Памп та Бен Гріффін. Станом на вересень 2018 року відео зібрало більш ніж 294 млн переглядів на YouTube.

## Чарти

### Щотижневі чарти
| Чарт (2018)                               | Найвища позиція |
| ----------------------------------------- | --------------- |
| Бельгія (Ultratip Flanders)               | 14              |
| Бельгія (Ultratip Wallonia)               | 19              |
| Канада (Canadian Hot 100)                 | 25              |
| Франція (SNEP)                            | 103             |
| Угорщина (Single Top 40)                  | 6               |
| Угорщина (Stream Top 40)                  | 34              |
| Італія (FIMI)                             | 84              |
| New Zealand Heatseeker (RMNZ)             | 5               |
| Португалія (AFP)                          | 40              |
| Швеція (Sverigetopplistan)                | 74              |
| Швейцарія (Media Control AG)              | 74              |
| Велика Британія (Official Charts Company) | 89              |
| США (Billboard Hot 100)                   | 24              |
| США (Hot R&B/Hip-Hop Songs) (Billboard)   | 16              |
| США (Rhythmic) (Billboard)                | 27              |

### Чарти на кінець року
| Чарт (2018)                          | Позиція |
| ------------------------------------ | ------- |
| US Hot R&B/Hip-Hop Songs (Billboard) | 75      |

## Сертифікації
| Регіон                                                      | Сертифікація | Продажі |
| ----------------------------------------------------------- | ------------ | ------- |
| Польща (ZPAV)                                               | Золотий      | 25 000  |
| США (RIAA)                                                  | Золотий      | 500 000 |
| продажі+прослуховування, що базуються лише на сертифікаціях |              |         |